# Costa Rica i olympiska sommarspelen 1936
Costa Rica deltog i de olympiska sommarspelen 1936 med en trupp bestående av en enda deltagare, Bernardo de la Guardia som tävlade i fäktning.